# Myersglanis
Myersglanis (Майєрсгланіс) — рід риб триби Glyptosternina з підродини Glyptosterninae родини Sisoridae ряду сомоподібні. Має 2 види. Названо на честь американського іхтіолога Джорджа Спраге Маєрса.

## Опис
Загальна довжина представників цього роду коливається від 7 до 7,3 см. Голова сплощена зверху. Очі невеличкі, розташовані зверху голови, знаходяться під шкірою. Є 4 пари коротеньких вусів. Губи товсті, м'ясисті. Поза губ присутня безперервна канавка. Рот помірно широкий, гострі конічні зуби розташовано на обох щелепах. Зяброві отвори не тягнуться до нижнього частини голови. Тулуб подовжений, сплощений у передній частині. Спинний плавець з короткою основою, з 1 жорстким променем. Грудні плавці широкі, складаються з 10-19 розгалужених променів. Жировий плавець довгий округлий. Анальний плавець з короткою основою, витягнутий донизу. Хвостовий плавець короткий, усічений.
Забарвлення коричневе, по якому проходять темно-коричневі або чорні помірно широкі смуги.

## Спосіб життя
Це демерсальні риби. Воліють до прісної води. Зустрічаються в гірських річках, на кам'янистих ґрунтах і у швидких течіях. Активні переважно у присмерку. Живляться дрібними водними організмами.

## Розповсюдження
Мешкають у водоймах Індії та Непалу — у верхів'ях річки Ганг.

## Види
- Myersglanis blythii
- Myersglanis jayarami